# 鲨鱼足球俱乐部
鯊魚足球俱樂部（Sharks F.C.） 是尼日利亚的足球俱乐部，位于哈科特港，是尼日利亚顶级联赛尼日利亚足球甲级联赛的球队，主场为鲨鱼体育场（Sharks Stadium）。